# Pont de Pruniers
Le pont de Pruniers également appelé le pont du Petit Anjou est un ouvrage d'art initialement ferroviaire, qui enjambe la rivière de la Maine à Bouchemaine, en aval de la ville d'Angers en Maine-et-Loire en France.

## Caractéristiques
Ce viaduc est un pont métallique de 150 mètres de long, reposant sur deux piles et constitué de trois travées de cinquante mètres chacune et de 7 mètres de hauteur.
Son tablier a été remplacé par un platelage en bois entre 2023 et 2024,.
Ouvert aux modes doux, il franchit la Maine à hauteur du village de Pruniers, situé sur la commune de Bouchemaine sur la rive droite, et relie la rive gauche sur la commune de Sainte-Gemmes-sur-Loire. Il est situé à 4,5 kilomètres de la Gare d'Angers-Saint-Laud.

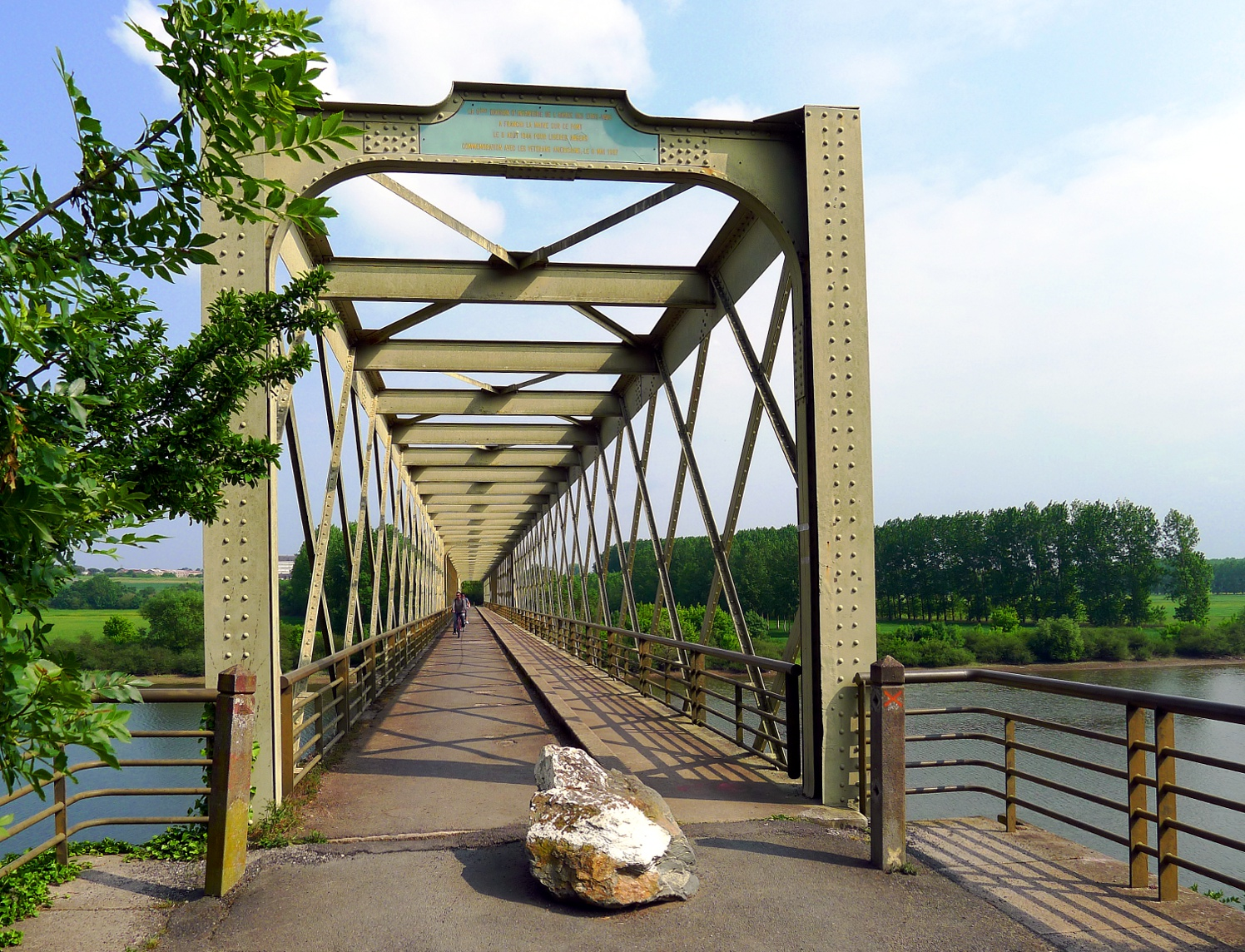
Le pont en 2011

## Historique

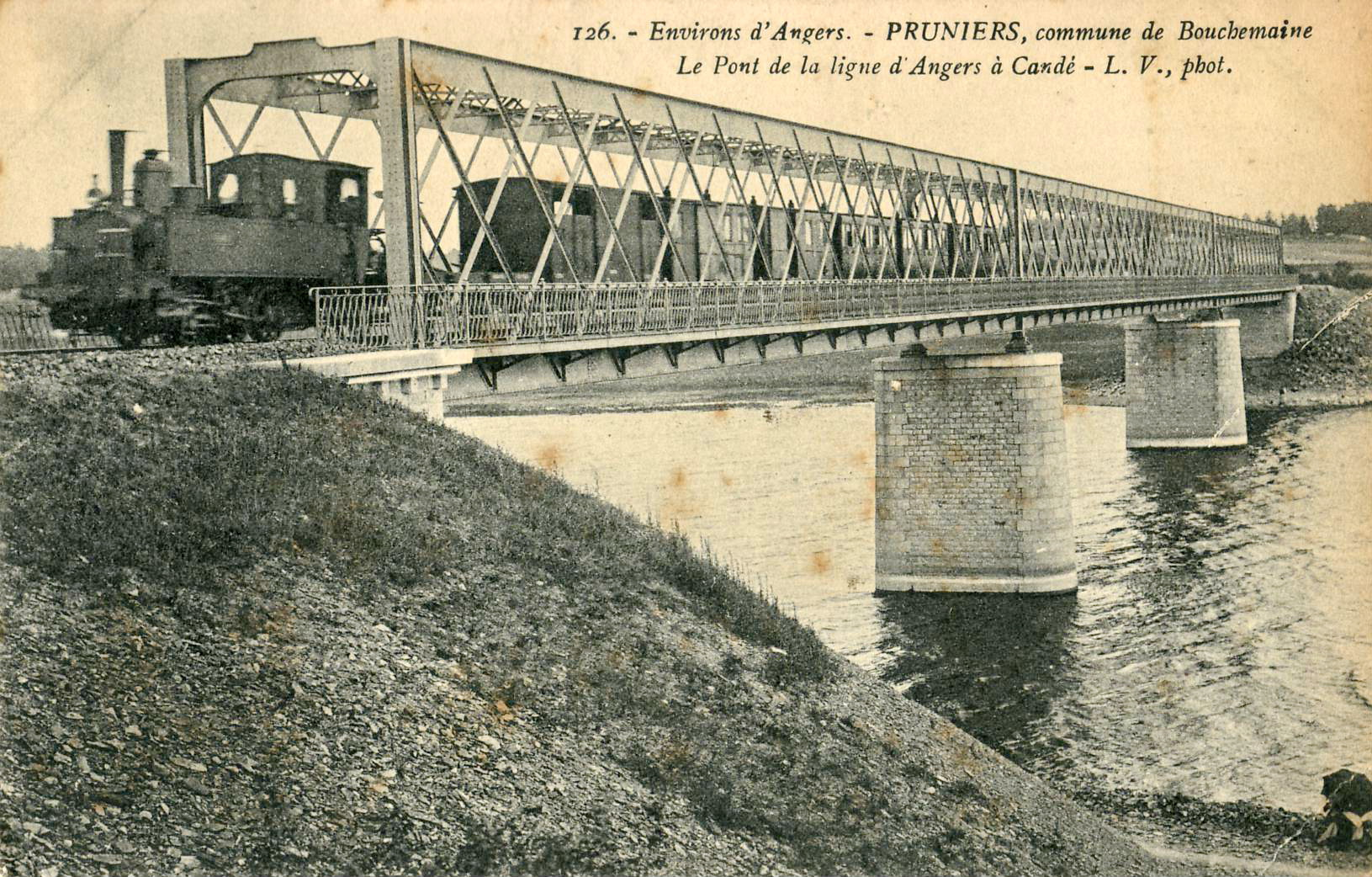
Une rame du Petit Anjou franchit le Pont de Pruniers vers 1914

Le pont fut construit en 1908, afin de permettre la réalisation de la ligne de chemin de fer secondaire à voie métrique du réseau départemental dit Petit Anjou, entre Angers et Candé.
Le pont fut un élément clé de la libération de la ville d'Angers et des communes à l'est de celle-ci, en août 1944, durant la seconde guerre mondiale.
Le 7 août, le Lt Gen George S. Patton Jr, commandant la Troisième Armée Américaine, donna l’ordre à la 5e Division d’infanterie de prendre Angers et le pont sur la Loire aux Ponts-de-Cé. Le 11e régiment d'infanterie, commandé par le Col Charles W. Yuill, qui appartenait à la 5e division d'infanterie américaine, commandée par le Maj Gen S. LeRoy Irwin arriva à Saint-Jean-de-Linières le 7 août en fin d'après-midi, avec la mission de prendre le pont Dumnacus sur la Loire et la ville d'Angers. Le 2e bataillon (Lt Col Kelly B. Lemmon) du 11e régiment fut engagé aussitôt dans un combat avec les Allemands au bois de Guinezert puis au bois de Mollière (les avant-postes allemands).
Le 8 août, le 1er bataillon (Lt Col Homer C. Ledbetter) attaqua les positions allemandes en avant du fossé anti-char à Avrillé, tandis que le 2e bataillon attaquait route de Nantes (Ave Patton aujourd'hui). Le 3e bataillon (Maj William H. Birdsong) attaqua vers Bouchemaine pour atteindre Les Ponts-de-Cé, mais il trouva le pont sauté et fut contre attaqué par les Allemands. Le bataillon attaqua ensuite vers Pruniers pour trouver où traverser la Maine en bateaux, puisque le pont de Bouchemaine était détruit.
Ce fut la compagnie L, du 3e bataillon, commandée par le Capt Robert "Herb" Williams qui attaqua la défense allemande de Pruniers et découvrit le pont de Pruniers que les Américains pensaient détruit comme celui de Bouchemaine. La compagnie L traversa le pont vers 22h30, après en avoir demandé l'autorisation à la division, pour établir une tête de pont dans les prairies à l'est du pont (Sainte-Gemmes-sur-Loire). Les Allemands contre-attaquèrent toute la nuit avec un bataillon pour essayer de reprendre le pont sans y parvenir à cause de l’acharnement mis pas les Américains à le défendre.  
Le 9 août, les Américains attaquèrent vers Avrillé et le Parc de la Haye avec le 1er bataillon après avoir pris d’assaut le fossé anti-char. Route de Nantes (Ave Patton), le 2e bataillon prit le château de la Barre (détruit par l’artillerie, c’était le principal point de défense allemand) et le fossé anti-char, le soir il était au niveau de la place Maurice de Farcy et du parc de la Garenne. Le 3e bataillon, après avoir résisté aux contre-attaques, attaqua à son tour pour prendre le château du Fresne et Château-Brillant jusqu’à la voie ferrée Angers - Nantes, à l'est du pont de Pruniers.
Le 10e régiment d'infanterie (Col Robert P. Bell) fut alors engagé. Il traversa le pont de Pruniers qui était toujours sous les tirs allemands, en fin de matinée le 9 août, et attaqua depuis la voie ferrée Angers – Nantes, vers l'est pour prendre les hauteurs de Frémur, puis au sud vers Empiré.
Le 10 août, les Allemands abandonnèrent l'ouest d'Angers et se replièrent derrière la Maine après avoir fait sauter les ponts d’Angers vers 3h du matin. Le 1er bataillon entra dans Angers en venant d'Avrillé par la rue Saint-Lazare et par la rue de la Meignanne, le 2e bataillon avança par la rue Saint-Jacques, et le 3e bataillon attaqua à travers les Gaubourg et les voies ferrées du centre de triage vers la gare. Les 1er et 2e bataillons entrèrent dans le centre-ville après avoir traversé par le pont de la Basse-Chaîne qui était faiblement endommagé. Le pont de Pruniers ne fut donc qu’un des moyens de passage sur la Maine à Angers, et non le seul.
Le 10e régiment attaqua vers l'est d'Angers jusqu'à Saint-Léonard, nettoya Sainte-Gemmes-sur-Loire et prit Les-Ponts-de-Cé jusqu'à la Loire, mais les Allemands avaient fait sauter le pont Dumnacus.
Les deux résistants dont il est toujours question (en fait ils étaient plus nombreux, avec les hommes de Marius Vanneyre qui ont été oubliés) étaient Pierre-Yves Labbe qui était au PC du 2e bataillon avec le Lt Col Lemmon et Louis Bordier qui était à celui du 3e bataillon avec le Maj Birdsong, ils y sont arrivés vers 8h00 le 8 août amenés par un sous-officier de l'état-major du régiment. Louis Bordier a communiqué des informations sur le pont de Pruniers aux Américains, mais n’a pas accompagné ceux-ci et donc ne les a pas guidés vers le pont. Ce sont les Américains qui ont trouvé le pont seuls, qui ont déminé et enlevé le wagon du pont.
La ligne Angers - Candé sera définitivement fermée le 20 août 1947. Désormais, le pont est réservé aux piétons et aux cyclistes.
Le 8 août 1992, en présence d'une vingtaine de vétérans américains, dont Herb Williams qui commandait la compagnie L, de Lewis Dilwith, qui commandait la section d'infanterie qui a pris et traversé en premier le pont de Pruniers, du Brig Gen (Ret) William Birdsong (alors Major), qui commandait le 3e bataillon du 11e régiment, une stèle a été inaugurée sur la rive gauche, à l'extrémité du pont de Pruniers, en hommage aux officiers, sous-officiers, et soldats américains qui ont libéré Angers en août 1944. Cette stèle a été érigée à l'initiative de Guy Stéfanini et l'inscription est de Yves J. Bellanger et Guy Stéfanini[réf. nécessaire]. Le 7 août 1994 deux autres stèles ont été levées sur la rive droite (esplanade Louis Bordier) en hommage aux soldats du général Patton et à la Résistance Française, à l'initiative de la mairie de Bouchemaine.
|  |  |  |

## Sources et références
1. ↑  « La ligne d'Angers à Candé »(Archive.org • Wikiwix • Archive.is • Google • Que faire ?), sur « Petit-anjou.org »(Archive.org • Wikiwix • Archive.is • Google • Que faire ?) - Association des Amis du Petit Anjou (consulté le 7 juillet 2010)
2. ↑  evion, « Piétons et cyclistes peuvent à nouveau emprunter le pont de Pruniers - Actualité Angers Villactu », sur Angers.Villactu.fr, 28 août 2024 (consulté le 11 septembre 2024)
3. ↑  Jean andré Rochard, « Maine-et-Loire : le pont de Pruniers rénové a été inauguré », sur Angers Infos, 28 août 2024 (consulté le 11 septembre 2024)
4. ↑  Yves J. Bellanger, Août – septembre 1944, les Américains au nord de la Loire, Tome I : La libération du nord de la Loire et la bataille d’Angers,  (ISBN 978-2-9511937-2-7)